# Leia nigricans
Leia nigricans är en tvåvingeart som beskrevs av Tollet 1956. Leia nigricans ingår i släktet Leia och familjen svampmyggor. Inga underarter finns listade i Catalogue of Life.